# Chaetogonopteron ventrale
Chaetogonopteron ventrale är en tvåvingeart som beskrevs av Yang och Saigusa 2002. Chaetogonopteron ventrale ingår i släktet Chaetogonopteron och familjen styltflugor.
Artens utbredningsområde är Yunnan (Kina). Inga underarter finns listade i Catalogue of Life.